# Tropidia multinervis
Tropidia multinervis är en orkidéart som beskrevs av Rudolf Schlechter. Tropidia multinervis ingår i släktet Tropidia och familjen orkidéer. Inga underarter finns listade i Catalogue of Life.